# Thomas Pfanner
Thomas Pfanner (* 9. Januar 1960 in Mágocs, Ungarn) ist ein deutscher Schriftsteller.
Er studierte Geologie, machte eine Ausbildung als Altenpfleger und arbeitete mehr als fünfzehn Jahre in verschiedenen katholischen Einrichtungen als Pflegedienstleiter, später auch als Heimleiter. Derzeit (Stand 2007) ist er als Gutachter im Gesundheitswesen tätig. Neben wenigen Kriminalromanen und Kurzgeschichten unter eigenem Namen schreibt er hauptsächlich Romane als Ghostwriter, auch hier vorwiegend Kriminalromane, daneben auch Erlebnisberichte und Science Fiction. 2001 veröffentlichte Pfanner seinen ersten Roman. Ihm folgten weitere Kriminalromane. Themen seiner Romane sind meistens Verschwörungstheorien, in aller Regel in der Form eines Kirchenkrimis. Seinen Schreibstil kennzeichnen eine dem Roadmovie entlehnte Dramaturgie, häufige Action-Szenen und eine stets überraschende Auflösung des Plots. Seit einigen Jahren ist er auch als Ghostwriter und unter Pseudonym tätig.
Heute lebt und arbeitet er in Bonn.

## Werke
- Nächstenliebe unmöglich
- Glaube, Liebe, Mord
- Das große Geheimnis
- Tödliches Versprechen
- T73 – Das KrogiTec-Komplott
- Gott will es!
- Auftrag: Überleben!
- Kampf um Katinka